# 딤티겐
딤티겐(독일어: Diemtigen)은 스위스 베른주에 있는 프루티겐-니더지멘탈구의 마을이자 시정촌이다. 이곳은 히렐천 위의 서쪽 고원에 높은 디엠티크탈의 북쪽 끝에 위치하고 있다.
1986년에 이 지역 사회는 건축 유산을 보존한 공로로 바커상을 수상했다.

## 역사

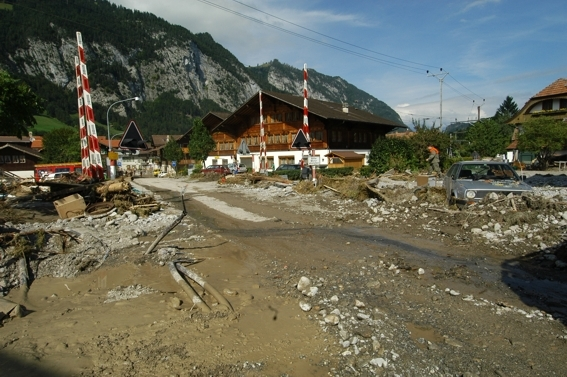
2005년 딤티겐에서 발생한 갑작스러운 홍수의 여파

딤티겐은 1257년에 Diemtingen으로 처음 언급되었다.
딤티겐 지역은 청동기 시대와 아마도 중석기 시대에 거주했다. 그것은 영구적으로 거주하고 중세 시대에 의해 요새화되었다. 계곡 위의 고지대에는 여러 성 또는 성터가 있다. 에그발트 위의 크로네그성과 오이 위의 그라펜슈타인성의 폐허에 대해서는 기록이 없고 알려진 바가 거의 없다. 세 번째 성은 1257년 딤티겐 근처의 하센부르크에 카스트룸 드 딤팅겐으로 언급되었으며, 12세기와 13세기에는 폰 슈트라틀리겐 남작령이 있던 자리였다. 12세기 이후 성곽과 토지는 여러 귀족 가문을 거쳐 베르네제까지 폰 샤르나흐탈 가문이 그것을 구입하여 1439년에 베른시에 팔았다. 1361년과 1393년에 계곡 전체의 마을 사람들에게 일련의 법률과 특권이 부여되었다. 1649년에는 전체 계곡에 적용되는 법률이 성문화되었다. 15세기부터 딤티겐 계곡에서 아델보덴으로 넘어가면서 렝크와 츠바이지멘이 지역 무역을 시작했다. 16세기까지 계곡의 마을 사람들은 저지대에서 곡식을 사서 고산 초원에서 소를 키운 다음, 소를 길을 건너 수출했다. 산에서 약간의 은과 석탄이 발견되었지만, 광산을 지탱할 만큼 충분하지 않았다. 제한된 농경지와 빈곤으로 인해 많은 주민들이 계곡을 떠났다. 19세기 이전에는 용병으로, 1800년 이후에는 북미, 독일 또는 러시아로 이주했다. 1798년 프랑스 침공 이후, 딤티겐은 베르너 오버란트의 헬베티아 공화국 주의 일부가 되었다. 1803년 중재법으로 베른주에 반환되었다.
18세기부터 천연 광천수 주변에 여러 고산 온천이 건설되었다. 가장 유명한 두 곳인 호트바트 호르벤과 슈벤덴의 쿠어하우스 그리미알프는 마을을 관광업에 개방했다. 1897년 지멘탈 도로와 슈피츠-츠바이지멘 철도의 건설은 계곡에 많은 새로운 사업체를 열었고 점점 더 많은 관광객을 유치했다. 기차역은 오이 건설되었으며, 이 마을은 시정촌의 인구 및 행정 중심지로 성장했다. 1963년에 지자체는 더 많은 관광을 장려하기 위해 호텔과 스포츠 단지를 건설했다. 오늘날 관광은 지역 경제에서 중요한 요소이다. 그러나 농업은 여전히 중요하며, 딤티겐에는 107개의 계절별 고산 목초지가 있으며, 이는 스위스 지자체 중 가장 많다.
딤티겐 마을의 장크트 니콜라스 마을 교회는 1314년에 처음 언급되었으며, 슈벤덴에 있는 본당 교회의 효도 교회였다. 원래 건물은 1490년에 확장되었다. 1527년에 계곡은 개신교 개혁의 새로운 신앙을 채택했고, 마을 교회는 딤티겐의 새로운 개혁파 본당을 위한 본당 교회가 되었다.

## 지리

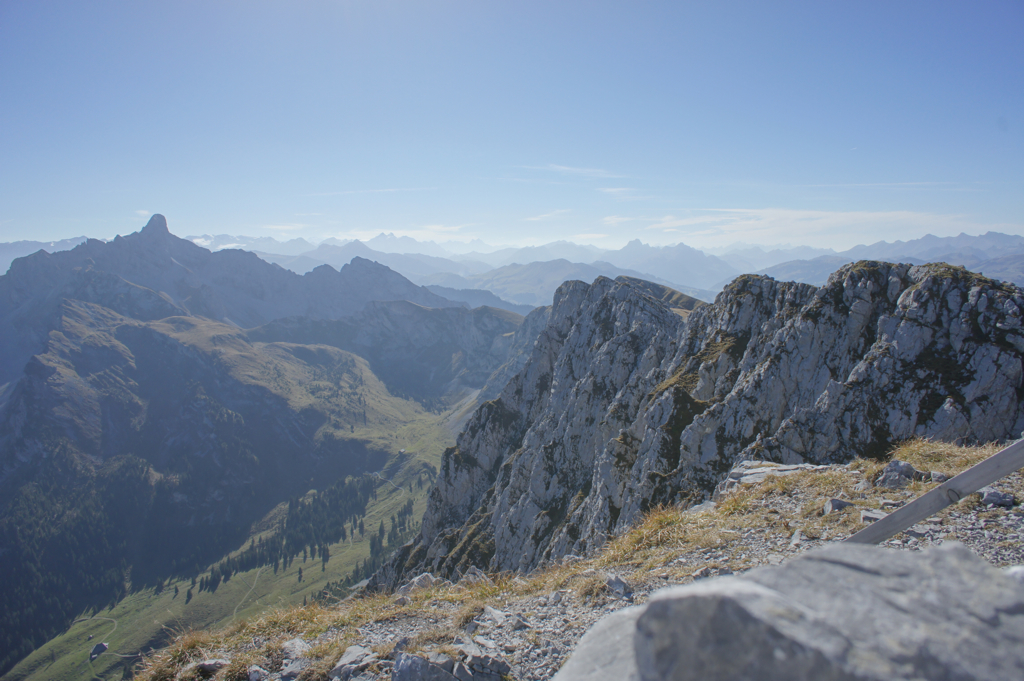
딤티겐 근처의 제호른에서 바라본 풍경

딤티겐의 면적은 129.94k㎡이다. 2012년 기준으로 총 62.4k㎡ (48.0%)가 농업용으로 사용되고 39.51k㎡ (30.4%)가 산림이다. 나머지 시정촌은 2.27k㎡ (1.7%)가 정착(건물 또는 도로), 0.6k㎡(0.5%)가 강 또는 호수이고 25.24k㎡ (19.4%)는 비생산적인 토지이다.
같은 해 주택과 건물이 0.7%, 교통 인프라가 0.8%를 차지했다. 총 토지 면적의 총 25.5%는 삼림이 무성하고 3.7%는 과수원이나 작은 나무 군락으로 덮여 있다. 농경지 중 9.5%가 목초지이고, 38.2%가 고산 목초지로 사용된다. 시정촌의 모든 물은 흐르는 물이다. 비생산적인 지역 중 9.1%는 비생산적인 초목이고, 10.3%는 초목이 자라기에는 너무 암석이 많은 지역이다.
시정촌은 딤티크 계곡과 여러 인접 계곡에 있다. 오이, 딤티겐, 바흘렌, 호르벤, 라이데른, 엔치빌, 츠비센플루, 슈벤덴 및 "스포르트할레 딤티크탈"의 정착지와 계곡 위의 고산 초원과 숲에 있는 여러 작은 정착지로 구성되어 있다.
2009년 12월 31일에 시정촌의 이전 구역인 니더지멘탈군이 해산되었다. 다음 날 2010년 1월 1일에 새로 생성된 프루티겐-니더지멘탈구에 합류했다.

## 인구통계
2020년 12월 기준, 딤티겐의 인구는 2,253명이다. 2010년 기준으로 인구의 3.3%가 거주 외국인이다. 2001년부터 2011년까지 지난 10년 동안 인구는 -0.7%의 비율로 변화했다. 이민은 -1.4%, 출생 및 사망은 0.2%를 차지했다.
2000년 기준, 인구 대부분인 2,017명(98.2%)이 독일어를 모국어로 사용하고, 알바니아어가 10명(0.5%)으로 두 번째로 많이 사용하고, 세르보크로아티아어가 9명(0.4%)으로 세 번째로 사용된다. 프랑스어를 할 줄 아는 사람이 4명, 이탈리아어를 할 줄 아는 사람이 3명, 로만슈어를 할 줄 아는 사람이 1명 있다.
2008년 기준으로 인구는 남성 50.4%, 여성 49.6%이다. 인구는 1,046명의 스위스 남성(인구의 48.6%)과 39명(1.8%)의 비스위스계 남성으로 구성되었다. 스위스 여성은 1,037명(48.1%), 비스위스계 여성은 32명(1.5%)이었다. 지자체의 인구 중 1,235명(60.1%)가 2000년에 딤티겐에서 태어나 그곳에 살았다. 같은 주에서 태어난 539명(26.2%)가 있었고, 150명(7.3%)가 스위스 다른 곳에서 태어났다. 83명(4.0%)가 스위스 이외의 지역에서 태어났다.
2011년 기준으로 아동·청소년(0~19세)이 23%, 성인(20~64세)이 58.2%, 노인(64세 이상)이 18.8%를 차지한다.
2000년 기준으로 시정촌에는 미혼이거나, 독신인 사람이 882명 있다. 기혼자는 994명, 미망인은 126명, 이혼한 사람은 52명이었다.
2010년 기준 1인 가구는 266가구, 5인 이상 가구는 91가구이다. 2000년 기준 상시 입주 아파트는 총 726세대(전체의 59.6%)였으며, 비수기 분양 아파트는 432세대(35.4%), 공실은 61세대(5.0%)였다. 2010년 기준 신규 주택 건설률은 인구 1,000명당 1.4세대였다. 2011년에 단독 주택은 시정촌 전체 주택의 39.2%를 차지했다.
역사적 인구는 다음 차트에 나와 있다.

## 버커상
바커상은 매년 스위스 유산 협회에서 건축 유산의 개발 및 보존을 위해 스위스 지자체에 수여한다. 1986년에 딤티겐은 개발에서 130k㎡에 이르는 면적을 많이 남겨둔 일관된 계획으로 상을 받았다. 지자체의 흩어져있는 특성은 다른 목표를 가진 많은 흩어져있는 토지 소유자가 있기 때문에 이것을 더 어렵게 만들었다. 그러나 지자체는 휴가용 주택 지역을 몇 군데로 제한하고 집중시키는 여러 개의 대규모 경관 보호 구역을 만들 수 있었다.

## 국가중요문화재
젤베첸 714번지에 있는 오이에 있는 농가와 트로크마테 32번지에 있는 농가는 국가적으로 중요한 스위스 유산으로 등록되어 있다. 딤티겐의 전체 마을은 스위스 유산 목록의 일부이다.

## 정치
2011년 연방 선거에서 가장 인기 있는 정당은 63.3%의 득표율을 기록한 스위스인민당(SVP)이었다. 그 다음으로 인기 있는 3개 정당은 보수민주당(BDP) (14.2%), 사회민주당(SP) (6.2%), 스위스 연방민주연합(EDU) (3.8%)이었다. 이번 연방 총선에서는 총 871표가 투표됐고, 투표율은 51.4%였다.

## 경제
2011년 현재 딤티겐의 실업률은 1.19%이다. 2008년 기준으로 시정촌에 고용된 총 인원은 1,028명이다. 이 중 1차 경제 부문에 383명이 고용되었고 이 부문에 약 138개 기업이 참여했다. 304명의 사람들이 2차 부문에 고용 되었고 이 부문에 47개의 기업이 있었다. 341명이 3차 부문에 고용되었으며, 이 부문에는 80개의 기업이 있다. 시정촌 주민은 1,072명으로 일정 정도 고용되었으며, 그 중 여성이 전체 노동력의 40.3%를 차지하였다.
2008년에는 총 739개의 정규직에 상응하는 일자리가 있었다. 1차 부문의 일자리 수는 221개였으며, 그중 219개는 농업에, 2개는 임업 또는 목재 생산에 종사했다. 2차 부문의 일자리 수는 277개였으며, 그중 제조업이 165개(59.6%), 건설이 111개(40.1%)였다. 3차 부문의 일자리 수는 241개였다. 3차 부문의 경우; 52개(21.6%)는 도소매 또는 자동차 수리업, 37개(15.4%)는 상품의 이동 및 보관, 82개(34.0%)는 호텔 또는 레스토랑, 12개(5.0%)는 보험 또는 금융업이었다. 산업, 11개(4.6%)는 기술 전문가 또는 과학자, 16개(6.6%)는 교육, 11개(4.6%)는 의료 분야에 있었다.
2000년에는 시정촌으로 통근하는 근로자가 242명, 출퇴근한 근로자가 425명이었다. 지자체는 근로자의 순 수출국으로, 들어오는 1명당 약 1.8명의 근로자가 지자체를 떠나고 있다. 총 647명의 근로자(시 전체 근로자 889명의 72.8%)가 딤티겐에 거주하고 일했다. 근로 인구의 7.9%는 출퇴근을 위해 대중교통을 이용했고, 54.3%는 자가용을 이용했다.
2011년 딤티겐의 150,000CHF를 버는 기혼 거주자에 대한 평균 지방 및 주 세율은 13%인 반면 미혼 거주자의 세율은 19.1%였다. 비교를 위해 같은 해 전체 주의 평균 비율은 14.2%와 22.0%인 반면 전국 평균은 각각 12.3%와 21.1%였다. 2009년에 지자체에 총 841명의 납세자가 있었다. 그 중 176명이 연간 75,000CHF 이상을 벌었다. 1년에 15,000에서 20,000 사이를 버는 사람이 5명 있었다. 가장 많은 수의 근로자인 214명이 연간 50,000~75,000CHF를 벌었다. 딤티겐에 있는 75,000 CHF 이상의 그룹의 평균 수입은 107,050 CHF인 반면, 스위스 전체의 평균은 130,478 CHF였다.
2011년에는 전체 인구의 1.7%가 정부로부터 직접적인 재정 지원을 받았다.

## 종교
2000년 인구 조사에서 1,833명(89.2%)이 스위스 개혁 교회에 속했고, 57명(2.8%)가 로마 카톨릭에 속했다. 나머지 인구 중 정교회 교인은 9명(0.44%), 크리스찬 가톨릭 교회 교인은 1명, 다른 기독교 교회에 속한 사람은 50명(2.43%)이었다. 이슬람교는 12명(0.58%)이었다. 다른 교회에 소속된 2명의 개인이 있었다. 50명(인구의 약 2.43%)은 교회에 속하지 않고 불가지론자 또는 무신론자이다. 그리고 40명의 개인(또는 인구의 약 1.95%)이 질문에 대답하지 않았다.

## 교통
딤티겐은 슈피츠-츠바이지멘선에 있으며, 비미스역과 부르크홀츠역에서 기차로 운행된다.

## 교육
딤티겐에서는 인구의 약 51.1%가 필수가 아닌 고등 교육을 이수했으며, 10.7%가 추가 고등 교육(대학 또는 응용학문대학)을 이수했다. 인구 조사에 나와 있는 어떤 형태의 고등 교육을 이수한 134명 중 73.1%가 스위스 남성, 19.4%가 스위스 여성, 4.5%가 비스위스계 여성이었다.
베른주 학교 시스템은 1년의 의무 없는 유치원, 6년의 초등학교를 제공한다. 이후 3년 동안의 의무적 중학교 과정을 거쳐 학생들을 능력과 적성에 따라 구분한다. 중학교 이하 학생들은 추가 학교에 다니거나 견습생으로 들어갈 수 있다.
2011-12 학년도 동안 총 259명의 학생이 딤티겐의 수업에 참석했다. 시정촌에는 총 51명의 학생이 있는 3개의 유치원 수업이 있었다. 지자체에는 7개의 초등 학급과 136명의 학생이 있었다. 초등학생 중 1.5%는 스위스의 영주권 또는 임시 거주자(시민권 아님)였으며, 0.7%는 교실 언어와 다른 모국어를 사용한다. 같은 해에 총 57명의 학생이 있는 3개의 중학교가 있었다. 스위스의 영주권자 또는 임시 거주자(시민권 아님)는 1.8%였다. 나머지 학생들은 사립 또는 특수 학교에 다닌다.
2000년 현재, 시정촌의 모든 학교에 다니는 학생은 총 281명이다. 이 중 240명은 시에서 거주하며, 학교를 다녔고 41명은 다른 시에서 왔다. 같은 해에 74명의 주민들이 시외 학교에 다녔다.